# مارك كريدر
مارك هوارد كريدر (من مواليد 7 أكتوبر 1943) كان نائب الرئيس الأول للأبحاث في شركة سيجيت والرئيس التنفيذي للتكنولوجيا. يحمل كريدر درجة بكالوريوس العلوم في الهندسة الكهربائية من جامعة ستانفورد ودرجة الدكتوراه في الهندسة الكهربائية والفيزياء من معهد كاليفورنيا للتكنولوجيا.
تم انتخاب كريدر عضوًا في الأكاديمية الوطنية للهندسة في عام 1994 لمساهماته في فهم سلوك المجال المغناطيسي والقيادة في أبحاث تخزين المعلومات.
ويُنسب إليه "قانون كريدر"، وهي ملاحظة تعود إلى منتصف العقد الأول من القرن الحادي والعشرين حول السعة المتزايدة لمحركات الأقراص الصلبة المغناطيسية.

## إسقاط قانون كريدر
وصفت مقالة في مجلة العلوم الأمريكيَّة عام 2005، بعنوان "قانون كريدر"، ملاحظة كريدر بأن كثافة تخزين مساحة القرص المغناطيسي كانت تتزايد بمعدل يتجاوز قانون مور. وكانت الوتيرة حينها أسرع بكثير من زمن مضاعفة كثافة رقائق أشباه الموصلات لمدة عامين الذي فرضه قانون مور.
في عام 2005، تم الوصول إلى كثافة محركات أقراص سلعية تبلغ 110 جيجابت/بوصة 2 (170 ميجابت/مم 2)، ارتفاعًا من 100 ميجابت/بوصة 2 (155 كيلوبت/مم 2 ) حوالي عام 1990. لا يعود هذا إلى محركات الأقراص الأولية ذات السرعة 2 كيلوبت/بوصة 2 (3.1 بت/مم 2 ) التي تم تقديمها في عام 1956، حيث ارتفعت معدلات النمو خلال فترة الخمسة عشر عامًا الأخيرة.
في عام 2009، توقع كريدر أنه إذا استمرت محركات الأقراص الثابتة في التقدم بالوتيرة الحالية التي تبلغ حوالي 40% سنويًا، فإنه في عام 2020، سيتمكن محرك الأقراص ذو الطبقتين مقاس 2.5 بوصة من تخزين ما يقرب من 40 قرصًا تيرابايت (TB) وأنه سيكلف حوالي 40 دولارًا.
تم التشكيك في صحة توقعات قانون كريدر لعام 2009 في منتصف الفترة المتوقعة، وأطلق البعض على المعدل الفعلي لتقدم الكثافة المساحية اسم "معدل كريدر". واعتبارًا من عام 2014، كان معدل كريدر المرصود أقل بكثير من توقعات عام 2009 البالغة 40٪ سنويًا. طبق واحد بحجم 2.5 بوصة تم تخزينه حوالي 0.3 تيرابايت في عام 2009، ووصل هذا إلى 0.6 تيرابايت في عام 2014. وكان معدل كريدر على مدى السنوات الخمس المنتهية في عام 2014 حوالي 15٪ سنويا. وللوصول إلى 20 تيرابايت بحلول عام 2020، بدءًا من عام 2014، كان ذلك يتطلب معدل كريدر مرتفعاً إلى حد غير معقول أفضل من 80% سنوياً.
وبحلول عام 2019، لوحظ أن قانون كريدر "أثبت أنه عفا عليه الزمن حيث أن تكلفة تخزين الوسائط تتناقص بوتيرة أبطأ مما كانت عليه في الماضي وهي الآن تستقر.

## الجوائز والتكريمات
مارك كريدر هو عضو منتخب في الأكاديمية الوطنية للهندسة، وزميل الجمعية الفيزيائية الأمريكية. وزميل معهد مهندسي الكهرباء والإلكترونيات (IEEE). وكان محاضرًا متميزًا في جمعية مهندسي الكهرباء والإلكترونيات للمغناطيسيات، وحصل على جائزة الإنجاز من الجمعية للمغناطيسات وجائزة IEEE رينولد بي. جونسون لأنظمة تخزين المعلومات. حصل كريدر على جائزة بينجات باكتي مسياركات من سنغافورة في حفل توزيع جوائز اليوم الوطني لعام 2007.

## روابط خارجية
- Walter، Chip (2005). "Kryder's Law". Scientific American. MattsComputerTrends.com. ج. 293 ع. 2: 32–33. Bibcode:2005SciAm.293b..32W. DOI:10.1038/scientificamerican0805-32. PMID:16053134. مؤرشف من الأصل في 2006-04-10.
- "Kryder's Law @ Scientific American". Seagate. مؤرشف من الأصل في 2007-09-26.
- Kozierok، Charles M. (17 أبريل 2001). "A Brief History of the Hard Disk Drive". مؤرشف من الأصل في 2000-08-15.
- "Mark Kryder". Carnegie Mellon University. مؤرشف من الأصل في 2005-08-10.